# Jabalíes conejines
«Jabalíes conejines» es una canción compuesta por el músico argentino Luis Alberto Spinetta e interpretada con Fito Páez en el álbum doble conjunto La la la de 1986, 20º álbum en el que tiene participación decisiva Spinetta y tercero de la carrera de Páez. El álbum fue calificado por la revista Rolling Stone y la cadena MTV como #61 entre los cien mejores discos de la historia del rock nacional argentino.
Interpretado por Fito Páez (teclados), Luis Alberto Spinetta (voz y guitarra eléctrica), Daniel Wirzt (batería) y Fabián Llonch (bajo). 

## Contexto
El álbum La la la fue el resultado de la colaboración musical de dos figuras máximas del rock nacional argentino, Luis Alberto Spinetta y Fito Páez. En el momento de la grabación Spinetta tenía 36 años y era una figura consagrada con diecinueve álbumes grabados, en tanto que Páez tenía 23 años y recién comenzaba a ser una estrella con dos álbumes grabados.
La colaboración de dos figuras máximas para sacar un álbum conjunto, como hicieron Spinetta y Páez en 1986, fue un hecho inusual en el rock nacional argentino. Argentina transitaba el tercer año de democracia luego de la caída de la última dictadura. En ese contexto democrático el rock nacional, que había aparecido en los años finales de la década de 1960, se estaba masificando y desarrollaba nuevas sonoridades, a la vez que ingresaba una nueva generación.
La asociación entre Spinetta y Páez canalizó precisamente ese encuentro entre la generación que fundó el rock nacional y la segunda generación marcada por la Guerra de Malvinas (1982) y la recuperación de la democracia (1983).

## El tema
El tema es el 12º track y segundo del Disco 2 (segundo del lado A) del álbum doble La la la.
La letra de la canción tiene dos estrofas, la primera referida al jabalí y la segunda al conejín.
La primera de ellas relata la historia de un jabalí que se hizo rico robando ideas:

Un jabalí engordó pensando en el dinero.
El muy pillín
le robó la verdad
a un viejo topo
y así fundó su gran concesión.
"Jabalíes conejines" (fragmento)

La segunda estrofa habla de "un conejín" que "se siente rey" y se dice a sí mismo que es "una estrella de rock", que le pide al público que lo amen y hace canciones "ya sin alma".

Un conejín tropezó por enésima vez
hoy como ayer
ni un gurú logrará conformarlo
y sueña
y él se siente rey
y se dice: "- yo soy una estrella de rock
ámenme.
"Jabalíes conejines" (fragmento)

El verso final concluye con la frase "porque no puedes olvidarme", una idea que también había sido el eje de la versión oscura del tango "Gricel" ("no te olvides de mi") de Mores y Contursi. Esta última estrofa traduce la preocupación constante de Spinetta por no quedar atrapado en los engranajes comerciales y mediáticos del negocio del rock, por no ser una estrella de rock y neutralizar la idolatría y el poder de manipulación que le otorgaba la fama.

-¿Tus canciones ayudan a la gente?
-Spinetta: Mirá, pienso que nada de lo que hacemos tiene sentido si no es realmente una liberación global de la gente. Nadie puede sentirse bien mientras a su lado se le pudran todas las cosas. Entonces de nada vale mi revolución de hacerme el hippie o de ser supuestamente una estrella de rock, o algo así, si la gente está empobrecida o vive una vida miserable o está constipada por las degeneraciones del poder...
-¿Vos ejercés poder?
-Spinetta: El poder de decir una cosa... Esto es poder, yo te contesto cosas porque sé que la gente las va a recibir. Me estás filmando no por que soy Juan de los Palotes, porque soy Luis y tengo una notoriedad... ¡Bullshit!
Luis Alberto Spinetta, Spinetta, el video (11:20-12:30)

En el libro Martropía: conversaciones con Spinetta, el músico explica en detalle cómo recurría habitualmente a los animales en las letras de sus canciones para referirse a la depredación entre los seres humanos, mediante el proceso de transposición indirecta:

En los animales la presa y el depredador se unen en una danza sin culpa, sin cargo, y en ese caso está todo perdonado... Es una cosa tan ominosa e impune la depredación entre los humanos, que cuando se trata de animales este crimen luce inocente.
Luis Alberto Spinetta